# 児玉就方
児玉 就方（こだま なりかた）は、戦国時代から安土桃山時代にかけての武将。毛利氏の家臣で、毛利水軍を率いて活躍した。安芸国草津城主。児玉元実の三男で、児玉就忠の弟。子は児玉就英、児玉景栄。

## 生涯
永正10年（1513年）、毛利氏家臣である児玉元実の三男として生まれ、次兄・就忠の推挙を受けて毛利元就の側近となる。
次兄の就忠は行政手腕に長けたが、就方は武勇に優れた武将であり、天文5年（1536年）の安芸国生田城攻めで首一つを挙げ、元就から感状を得た。しかし、天文9年（1540年）から天文10年（1541年）にかけて尼子詮久（後の尼子晴久）が安芸国へ来襲した吉田郡山城の戦いでは血気に逸って抜け駆けをしたことで元就から戒められ、20余日の出仕停止を命じられている。
天文20年（1551年）、広島湾を手中に収めて旧安芸武田氏系の川内警固衆を引き継いだ元就は、就方に川内警固衆の統率を任せて草津城に入城させた。以後の就方は毛利氏の作戦命令を伝達したり、警固衆の軍忠を毛利氏に上申したりし、天文24年（1555年）の厳島の戦いでも川内警固衆を率いて勝利に一役買った。
永禄4年（1561年）の門司城の戦いでは、豊前国沖において大友氏と海戦を行い、首7つ、生け捕り13名、馬5匹、船8艘捕獲という戦果を挙げた。永禄10年（1567年）から永禄11年（1568年）にかけての伊予出兵にも従軍し、河野氏を支援して土佐一条氏や伊予宇都宮氏と戦った。元亀元年（1570年）の尼子勝久討伐では、瀬戸内海から日本海へ出撃して出雲国島根郡の加賀浦や森山などで戦い、尼子氏の兵粮輸送船を数艘を捕獲する戦果を挙げる。
以上のように毛利氏の主要な合戦に参加して武功を挙げた一方で、天文23年（1554年）頃に元就被官衆への打渡を行う元就奉行人が形成されると兄の就忠と共にその一員となっており、弘治元年（1555年）から弘治3年（1557年）にかけての防長経略の後、井上就重と共に周防国都濃郡の検地や所領打渡を行った。就方は都濃郡の富田保の管理に当たり、富田保における検地などの実務には就方の被官である御手洗方賀らが携わった。
その後、毛利氏が羽柴秀吉に臣従した後も毛利水軍を統率する武将として、天正13年（1585年）の紀伊攻めに参加し、天正14年（1586年）6月9日に74歳で死去。嫡男の就英が後を継ぎ、父同様に毛利水軍の将として活躍している。